# Grande Prêmio do Azerbaijão de 2022
O Grande Prêmio do Azerbaijão de 2022 (formalmente denominado Formula 1 Azerbaijan Grand Prix 2022) foi a oitava etapa da temporada de 2022 da Fórmula 1. Foi disputada em 12 de junho de 2022 no Circuito Urbano de Bacu, em Bacu, Azerbaijão.

## Resumo

### Qualificação
A sessão de classificatória começou com atraso 15 minutos, pois o início do último treino livre também foi atrasado em 15 minutos para reparação das barreiras de proteção do traçado que foram danificadas durante a corrida curta da Fórmula 2. De acordo com o regulamento desportivo, a qualificação tem de se realizar “não menos de duas (2) horas, e não mais de três (3) horas após o fim de treino livre 3”. Em comunicado a Federação Internacional do Automóvel (FIA), informou que: “Após o atraso no início do TL3, que se deveu à reparação de barreiras após a corrida curta de F2, o início da qualificação será 15 minutos mais tarde do que o previsto de acordo com o Artigo 39 do regulamento desportivo”.

#### Q1
Minutos antes do início da sessão, os carros já formaram fila na saída dos boxes à espera liberação da pista. O primeiro a marcar tempo foi Lando Norris virando na casa de 1m45seg. Pouco tempo depois, Max Verstappen foi o primeiro a virar na casa de 1m42seg durante o fim de semana. Sergio Pérez ficou a 0.260 seg atrás de Verstappen com Charles Leclerc e Carlos Sainz em seguida.
Lance Stroll cometeu um erro e bateu contra as barreiras na curva 7. O incidente não teve grandes consequências e o canadense continuou na pista. Porém, na tentativa seguinte, ele cometeu novo erro, desta vez na curva 2, chocou-se contra barreiras e danificou imensamente seu carro. A direção de prova acionou bandeiras vermelhas que interrompera a sessão faltando apenas 2:30 minutos para o fim do Q1.
Para o reinício da sessão, formou-se nova fila na saída dos boxes, com Mercedes e Alpha Tauri na frente. Todos os carros conseguiram abrir nova volta válida antes do fim do tempo regulamente.
Eliminados: Kevin Magnussen, Alexander Albon, Nicholas Latifi, Lance Stroll e Mick Schumacher.

#### Q2

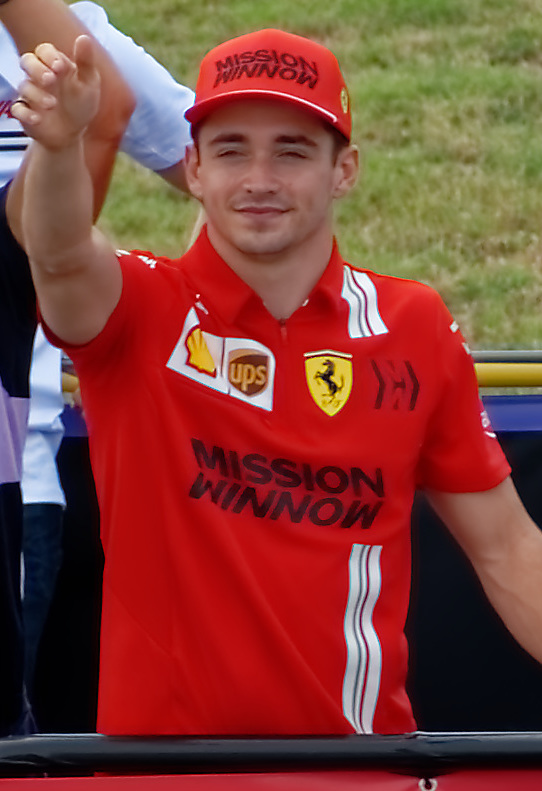
Charles Leclerc: o pole position da prova

Assim que o Q2 se iniciou com as Red Bull e as Ferraris imprimiram um ritmo forte. As duas Red Bull andaram na casa de 1m42seg, entretanto Carlos Sainz virou na casa de 1m42seg, sendo 0.094 segundos mais rápido que Charles Leclerc em segundo lugar. Vettel acabou batendo contra as barreiras de proteção, mas sem danificar seu carro, o alemão a retornou à pista. Ele queixou-se de problemas nos freios.
Pérez foi o primeiro piloto a virar na casa de 1m42seg durante o fim de semana.
Faltando três minutos para o final da sessão, estavam na zona de eliminação Lewis Hamilton, Esteban Ocon, Daniel Ricciardo, Zhou Guanyu e Valtteri Bottas. Hamilton conseguiu melhorar o seu tempo com ajuda do vácuo de seu companheiro de equipe, George Russell. Porém, ele estava sob investigação por ter pilotado devagar demais desnecessariamente, atrapalhando Norris. Lando Norris errou na sua última volta e ficava assim eliminado na Q2.
Eliminados: Lando Norris, Daniel Ricciardo, Esteban Ocon, Guanyu Zhou e Valtteri Bottas.

#### Q3
No Q3 a disputa pela pole se concentrou entre Ferrari e Red Bull. A equipe italiana saiu na frente, e Carlos Sainz assumiu a ponta. Leclerc fez melhor volta passou à frente.
Pérez saiu dos boxes em cima da hora, com um problema inesperado no reabastecimento. Ele conseguiu ir para a pista, mas não daria vácuo para Verstappen. Sainz começou mal sua nova volta. Leclerc fez uma volta excepcional e tirou quase meio segundo ao de Sainz com o tempo de 1m41seg359. Verstappen conseguiu o segundo tempo, mas foi superado por Pérez. Todos usaram pneus macios.
Os 10 primeiros foram Leclerc com a pole, seguido de Pérez, Verstappen, Sainz, George Russell, Pierre Gasly, Lewis Hamilton, Yuki Tsunoda, Sebastian Vettel e Fernando Alonso.

## Resultados

### Treino classificatório
| 1                        | 16 | Charles Leclerc  | Ferrari               | 1:42.865 | 1:42.046 | 1:41.359 | 1  |
| 2                        | 11 | Sergio Pérez     | Red Bull Racing-RBPT  | 1:42.733 | 1:41.955 | 1:41.641 | 2  |
| 3                        | 1  | Max Verstappen   | Red Bull Racing-RBPT  | 1:42.722 | 1:42.227 | 1:41.706 | 3  |
| 4                        | 55 | Carlos Sainz Jr. | Ferrari               | 1:42.957 | 1:42.088 | 1:41.814 | 4  |
| 5                        | 63 | George Russell   | Mercedes              | 1:43.754 | 1:43.281 | 1:42.712 | 5  |
| 6                        | 10 | Pierre Gasly     | AlphaTauri-RBPT       | 1:43.268 | 1:43.129 | 1:42.845 | 6  |
| 7                        | 44 | Lewis Hamilton   | Mercedes              | 1:43.939 | 1:43.182 | 1:42.924 | 7  |
| 8                        | 22 | Yuki Tsunoda     | AlphaTauri-RBPT       | 1:43.595 | 1:43.376 | 1:43.056 | 8  |
| 9                        | 5  | Sebastian Vettel | Aston Martin-Mercedes | 1:43.279 | 1:43.268 | 1:43.091 | 9  |
| 10                       | 14 | Fernando Alonso  | Alpine-Renault        | 1:44.083 | 1:43.360 | 1:43.173 | 10 |
| 11                       | 4  | Lando Norris     | McLaren-Mercedes      | 1:44.237 | 1:43.398 | —        | 11 |
| 12                       | 3  | Daniel Ricciardo | McLaren-Mercedes      | 1:44.437 | 1:43.574 | —        | 12 |
| 13                       | 31 | Esteban Ocon     | Alpine-Renault        | 1:43.903 | 1:43.585 | —        | 13 |
| 14                       | 24 | Guanyu Zhou      | Alfa Romeo-Ferrari    | 1:43.777 | 1:43.790 | —        | 14 |
| 15                       | 77 | Valtteri Bottas  | Alfa Romeo-Ferrari    | 1:44.478 | 1:44.444 | —        | 15 |
| 16                       | 20 | Kevin Magnussen  | Haas-Ferrari          | 1:44.643 | —        | —        | 16 |
| 17                       | 23 | Alexander Albon  | Williams-Mercedes     | 1:44.719 | —        | —        | 17 |
| 18                       | 6  | Nicholas Latifi  | Williams-Mercedes     | 1:45.367 | —        | —        | 18 |
| 19                       | 18 | Lance Stroll     | Aston Martin-Mercedes | 1:45.371 | —        | —        | 19 |
| 20                       | 47 | Mick Schumacher  | Haas-Ferrari          | 1:45.775 | —        | —        | 20 |
| Tempo dos 107%: 1:49.912 |    |                  |                       |          |          |          |    |
| Fonte:                   |    |                  |                       |          |          |          |    |

Notas

### Corrida
| Pos.                                                                            | Nu. | Piloto           | Construtor            | Voltas | Tempo/Retirado      | Pit Stop | Pneus | Grid | Pontos |
| ------------------------------------------------------------------------------- | --- | ---------------- | --------------------- | ------ | ------------------- | -------- | ----- | ---- | ------ |
| 1                                                                               | 1   | Max Verstappen   | Red Bull Racing-RBPT  | 51     | 1:34:05.941         | 2        |       | 3    | 25     |
| 2                                                                               | 11  | Sergio Pérez     | Red Bull Racing-RBPT  | 51     | +20.823             | 2        |       | 2    | 18+1   |
| 3                                                                               | 63  | George Russell   | Mercedes              | 51     | +45.995             | 2        |       | 5    | 15     |
| 4                                                                               | 44  | Lewis Hamilton   | Mercedes              | 51     | +1:11.679           | 2        |       | 7    | 12     |
| 5                                                                               | 10  | Pierre Gasly     | AlphaTauri-RBPT       | 51     | +1:17.299           | 1        |       | 6    | 10     |
| 6                                                                               | 5   | Sebastian Vettel | Aston Martin-Mercedes | 51     | +1:24.099           | 1        |       | 9    | 8      |
| 7                                                                               | 14  | Fernando Alonso  | Alpine-Renault        | 51     | +1:28.596           | 1        |       | 10   | 6      |
| 8                                                                               | 3   | Daniel Ricciardo | McLaren-Mercedes      | 51     | +1:32.207           | 1        |       | 12   | 4      |
| 9                                                                               | 4   | Lando Norris     | McLaren-Mercedes      | 51     | +1:32.556           | 1        |       | 11   | 2      |
| 10                                                                              | 31  | Esteban Ocon     | Alpine-Renault        | 51     | +1:48.184           | 1        |       | 13   | 1      |
| 11                                                                              | 77  | Valtteri Bottas  | Alfa Romeo-Ferrari    | 50     | +1 volta            | 1        |       | 15   |        |
| 12                                                                              | 23  | Alexander Albon  | Williams-Mercedes     | 50     | +1 volta            | 2        |       | 17   |        |
| 13                                                                              | 22  | Yuki Tsunoda     | AlphaTauri-RBPT       | 50     | +1 volta            | 2        |       | 8    |        |
| 14                                                                              | 47  | Mick Schumacher  | Haas-Ferrari          | 50     | +1 volta            | 2        |       | 20   |        |
| 15                                                                              | 6   | Nicholas Latifi  | Williams-Mercedes     | 50     | +1 volta            | 2        |       | 18   |        |
| 16†                                                                             | 18  | Lance Stroll     | Aston Martin-Mercedes | 46     | Vibração            | 2        |       | 19   |        |
| Ret                                                                             | 20  | Kevin Magnussen  | Haas-Ferrari          | 31     | Unidade de potência | 1        |       | 16   |        |
| Ret                                                                             | 24  | Guanyu Zhou      | Alfa Romeo-Ferrari    | 23     | Hidráulico          | 2        |       | 14   |        |
| Ret                                                                             | 16  | Charles Leclerc  | Ferrari               | 21     | Unidade de potência | 2        |       | 1    |        |
| Ret                                                                             | 55  | Carlos Sainz Jr. | Ferrari               | 8      | Hidráulico          | 0        |       | 4    |        |
| Volta mais rápida: Sergio Pérez (Red Bull Racing-RBPT) – 1:46.046 (na volta 36) |     |                  |                       |        |                     |          |       |      |        |
| Fonte:                                                                          |     |                  |                       |        |                     |          |       |      |        |

## Curiosidades
- Max Verstappen iguala o número de vitórias de Niki Lauda e Jim Clark, com 25 vitórias.
- 4º pódio de George Russell na carreira, o terceiro pela Mercedes.
- 20ª dobradinha da Red Bull.
- 81º vitória da Red Bull igualando a Lotus.
- Fernando Alonso bateu o recorde de maior carreira mais longa na Fórmula 1 com 21 anos, 3 meses e oito dias (7.771 dias). O recorde era de Michael Schumacher.
- A Ferrari abandona por problema mecânico duplo desde o GP da Grã-Bretanha de 1997.

## Voltas na liderança
| Nº de Voltas | Piloto          | Voltas       |
| ------------ | --------------- | ------------ |
| 36           | Max Verstappen  | 15–18; 20–51 |
| 14           | Sergio Pérez    | 1–14         |
| 1            | Charles Leclerc | 19           |

## 2022DHLFastest Pit Stop Award

### Resultado
| 1      | 14 | Fernando Alonso  | Alpine-Renault        | 2.74 | 25 |
| 2      | 1  | Max Verstappen   | Red Bull Racing-RBPT  | 2.77 | 18 |
| 3      | 63 | George Russell   | Mercedes              | 2.83 | 15 |
| 4      | 5  | Sebastian Vettel | Aston Martin-Mercedes | 2.86 | 12 |
| 5      | 44 | Lewis Hamilton   | Mercedes              | 3.24 | 10 |
| 6      | 77 | Valtteri Bottas  | Alfa Romeo-Ferrari    | 3.28 | 8  |
| 7      | 3  | Daniel Ricciardo | McLaren-Mercedes      | 3.51 | 6  |
| 8      | 20 | Kevin Magnussen  | Haas-Ferrari          | 3.53 | 4  |
| 9      | 23 | Alexander Albon  | Williams-Mercedes     | 3.60 | 2  |
| 10     | 4  | Lando Norris     | McLaren-Mercedes      | 3.61 | 1  |
| Fonte: |    |                  |                       |      |    |

### Classificação
| Tabela do DHL Fastest Pit Stop Award \| Pos \| Construtor \| Pontos \| \| --- \| --------------------- \| ------ \| \| 1 \| Red Bull Racing-RBPT \| 204 \| \| 2 \| McLaren-Mercedes \| 197 \| \| 3 \| Ferrari \| 113 \| \| 4 \| Alpine-Renault \| 84 \| \| 5 \| Mercedes \| 58 \| \| 6 \| Aston Martin-Mercedes \| 55 \| \| 7 \| Williams-Mercedes \| 43 \| \| 8 \| AlphaTauri-RBPT \| 39 \| \| 9 \| Alfa Romeo-Ferrari \| 9 \| \| 10 \| Haas-Ferrari \| 4 \| |                       |        |
| Pos | Construtor            | Pontos |
| 1 | Red Bull Racing-RBPT  | 204    |
| 2 | McLaren-Mercedes      | 197    |
| 3 | Ferrari               | 113    |
| 4 | Alpine-Renault        | 84     |
| 5 | Mercedes              | 58     |
| 6 | Aston Martin-Mercedes | 55     |
| 7 | Williams-Mercedes     | 43     |
| 8 | AlphaTauri-RBPT       | 39     |
| 9 | Alfa Romeo-Ferrari    | 9      |
| 10 | Haas-Ferrari          | 4      |

## Tabela do campeonato após a corrida
Somente as cinco primeiras posições estão incluídas nas tabelas.
| Pos | Piloto           | Pontos | Var |
| --- | ---------------- | ------ | --- |
| 1   | Max Verstappen   | 150    | 0   |
| 2   | Sergio Pérez     | 129    | 1   |
| 3   | Charles Leclerc  | 116    | 1   |
| 4   | George Russell   | 99     | 0   |
| 5   | Carlos Sainz Jr. | 83     | 0   |

| Pos | Construtor           | Pontos | Var |
| --- | -------------------- | ------ | --- |
| 1   | Red Bull Racing-RBPT | 279    | 0   |
| 2   | Ferrari              | 199    | 0   |
| 3   | Mercedes             | 161    | 0   |
| 4   | McLaren-Mercedes     | 65     | 0   |
| 5   | Alpine-Renault       | 47     | 1   |